# Stavkî, Radomîșl
Stavkî (în ucraineană Ставки) este localitatea de reședință a comunei Lenine din raionul Radomîșl, regiunea Jîtomîr, Ucraina.

## Demografie
Componența lingvistică a localității Stavkî
     Ucraineană (99,23%)
     Alte limbi (0,77%)
Conform recensământului din 2001, majoritatea populației localității Stavkî era vorbitoare de ucraineană (99,23%), existând în minoritate și vorbitori de alte limbi.

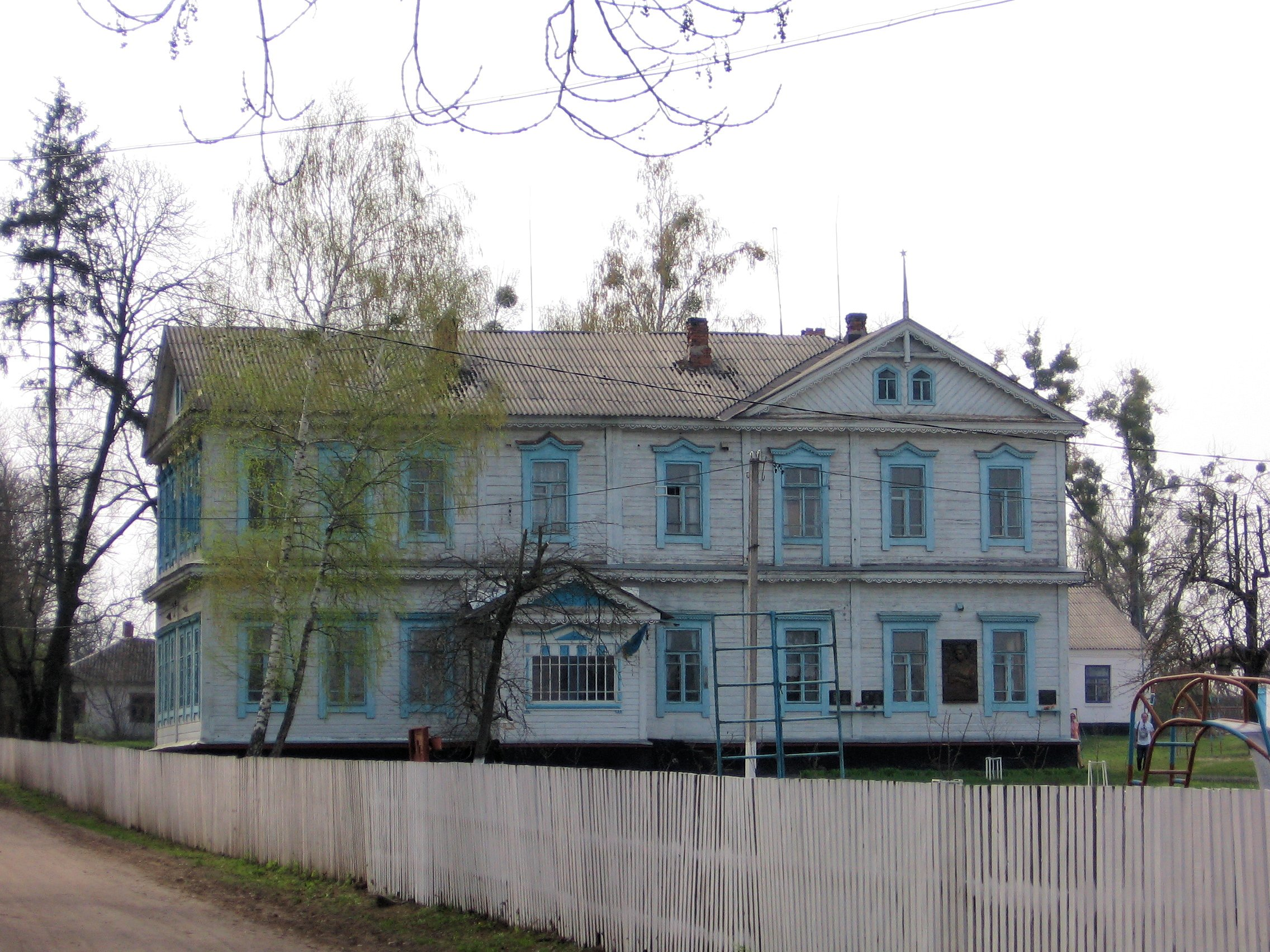